# احتياطي الطاقة هورنسديل
احتياطي الطاقة هورنسديل
Hornsdale Power Reserve عبارة عن نظام تخزين طاقة متصل بالشبكة بقوة 150 ميجاوات (194 ميجاوات في الساعة) مملوك لشركة Neoen في موقع مشترك مع Hornsdale Wind Farm في منطقة ميد نورث بجنوب أستراليا، وهي مملوكة أيضًا لشركة نيوين.
كان التركيب الأصلي في عام 2017 هو أكبر بطارية ليثيوم أيون في العالم عند 129 ميجاوات و 100 ميجاوات. وُسِّع في عام 2020 إلى 194 ميغاواط ساعة عند 150 ميغاواط. على الرغم من التوسع ، فقد هذا اللقب في أغسطس 2020 إلى Gateway Energy Storage في كاليفورنيا، الولايات المتحدة الأمريكية. بدأت بطارية كبيرة من العصر الفيكتوري عملياتها في ديسمبر 2021.
خلال عام 2017، فازت Tesla، Inc. بالعقد وأنشأت احتياطي الطاقة هورنسديل بتكلفة رأسمالية قدرها 90 مليون دولار أسترالي، مما أدى إلى اسم بطارية تسلا الكبيرة.
في نوفمبر 2019، أكدت شركة نيوين أنها كانت تزيد من قدرتها بمقدار 50 ميجاوات / 64.5 ميجاوات في الساعة  لتصل مجتمعة إلى 193.5 ميجاوات في الساعة. تم تثبيت السعة التخزينية المتزايدة بحلول 23 مارس 2020، وبدأت الطاقة المتزايدة في العمل في أوائل سبتمبر 2020.

## الإنشاء
تلقت جنوب أستراليا 90 اقتراحًا ونظر في 5 مشاريع لبناء بطارية متصلة بالشبكة لزيادة استقرار الشبكة في ظل الأحداث الجوية السيئة. سيؤدي ذلك إلى تقليل استخدام المولدات التي تعمل بالغاز لتوفير استقرار الشبكة.
وضع إيلون ماسك رهانًا على أن البطارية ستكتمل خلال "100 يوم من توقيع العقد"، وإلا ستكون البطارية مجانية. كانت تسلا قد بدأت بالفعل في البناء، وكانت بعض الوحدات تعمل بالفعل بحلول 29 سبتمبر 2017، وهو الوقت الذي تم فيه توقيع عقد الشبكة. اكتمل بناء البطارية وبدأ الاختبار في 25 تشرين الثاني (نوفمبر) 2017. وتم توصيلها بالشبكة في 1 كانون الأول (ديسمبر) 2017. وتغلبت فترة 63 يومًا بين عقد الشبكة والانتهاء بسهولة على رهان ماسك بـ "100 يوم من توقيع العقد"، والذي بدأ عندما بدأت الشبكة تم توقيع اتفاقية الاتصال مع ElectraNet في 29 سبتمبر 2017، بعد 203 يومًا من عرض مسك في 10 مارس (في أستراليا). تم استخدام خلايا بحجم 21700 من سامسونغ.

### التوسع
في نوفمبر 2019، أعلنت شركة نيوين أنها ستزيد سعة البطارية بنسبة 50٪. تكلفة التوسعة 53 مليون يورو (82 مليون دولار أسترالي، بينما كان من المتوقع 71 مليون دولار أسترالي)، بتمويل 15 مليون دولار أسترالي من حكومة الولاية، 8 ملايين دولار أسترالي من ARENA وما يصل إلى 50 مليون دولار أسترالي في شكل قروض رخيصة من خلال مؤسسة تمويل الطاقة النظيفة. تم الانتهاء من التوسع بواسطة Aurecon في 2 سبتمبر 2020، مما زاد من تأثيرها في شبكة جنوب أستراليا. تتلقى البطارية 4 ملايين دولار سنويًا لخدمات أمن الشبكة الأساسية.

## التشغيل
تملكها وتديرها شركة نيوين، مع حق حكومة الولاية في استدعاء الطاقة المخزنة في ظل ظروف معينة. قدمت المرحلة الأولى ما مجموعه 129 ميغاواط / ساعة (460 جيجا جول) من التخزين قادرة على التفريغ عند 100 ميجاوات (130،000 حصان) في شبكة الطاقة، والتي تنقسم تعاقديًا إلى جزأين
1. 70 ميغاواط تعمل لمدة 10 دقائق (11.7 ميغاواط ساعة) يتم التعاقد عليها مع الحكومة لتوفير الاستقرار للشبكة (خدمات الشبكة) ومنع انقطاع التيار الكهربائي أثناء تشغيل المولدات الأخرى في حالة حدوث انخفاض مفاجئ في الرياح أو مشاكل أخرى في الشبكة. خفضت هذه الخدمة تكلفة خدمات الشبكة لمشغل سوق الطاقة الأسترالي بنسبة 90٪ في أول 4 أشهر.
2. تستخدم نيوين 30 ميغاواط لمدة 3 ساعات (90 ميغاواط ساعة) لإدارة الأحمال لتخزين الطاقة عندما تكون الأسعار منخفضة وبيعها عند ارتفاع الطلب.

في 14 ديسمبر 2017، الساعة 1:58:59 صباحًا، تفاعلت احتياطي الطاقة هورنسديل  HPR عندما تعثرت الوحدة A3 في محطة Loy Yang للطاقة. مع دوران مولداتها خلال الثلاثين ثانية التالية ، تسبب فقدان 560 ميغاواط من الطاقة الأساسية في حدوث انخفاض في تردد النظام. بحلول 1:59:19، انخفض التردد إلى 49.8 هرتز، وأثار استجابة شركة احتياطي الطاقة هورنسديل ، وضخ 7.3 ميجاوات في الشبكة وساعد بشكل فعال على استقرار النظام قبل أن تتمكن محطة Gladstone للطاقة من الاستجابة في الساعة 1:59:27. رد فعل محول التزامن هذا هو ميزة مضمنة، ولكن لم يتم عرضها بشكل فعال من قبل.
في 25 مايو 2021، أبلغت شركة احتياطي الطاقة هورنسديل  عن اختبار واقعي ناجح لـ "وضع الآلة الافتراضية" الجديد من خلال إظهار استجابة بالقصور الذاتي من مجموعة صغيرة من المحولات التجريبية، بعد اضطرابات الشبكة التي أحدثتها الأحداث في كوينزلاند.

## الإيرادات من التشغيل
خلال يومين في يناير 2018 عندما ارتفع سعر البيع بالجملة للكهرباء في جنوب أستراليا بسبب الطقس الحار ، جعلت البطارية مالكيها يقدرون بمبلغ 1،000،000 دولار أسترالي (800،000 دولار أمريكي) حيث باعوا الطاقة من البطارية إلى الشبكة بسعر يقارب 14000 دولار أسترالي / ميغاواط ساعة. بناءً على الأشهر الستة الأولى من التشغيل ، يُقدر أن يربح الاحتياطي حوالي 18 مليون دولار أسترالي سنويًا. (هذا تقدير من طرف ثالث، استنادًا إلى أسعار الطاقة الفورية؛ من الممكن أن يكون HPR قد تعاقد على توفير الطاقة بسعر أقل، مقابل تدفق دخل أكثر تحديدًا.)

## فوائد للمستهلكين
بحلول نهاية عام 2018، قُدر أن احتياطي الطاقة قد وفر 40 مليون دولار أسترالي من التكاليف، معظمها في القضاء على الحاجة إلى خدمة مساعدة إضافية للتحكم في التردد تعمل بالوقود. في عام 2019، خُفِّضَت تكاليف الشبكة بمقدار 116 مليون دولار بسبب تشغيل HPR. جاءت جميع المدخرات التي حققتها بطارية هورنسديل تقريبًا من دورها في أسواق التحكم بالتردد والمساعد، حيث فرضت شركة HPR ضغطًا لخفض الأسعار الإجمالية.

## جدل
في 23 سبتمبر 2021 ، رفعت الحكومة الأسترالية دعوى قضائية ضد شركة Neoen SA ، قائلة إن شركة Tesla "Big Battery" التابعة للشركة الفرنسية في جنوب أستراليا لم توفر طاقة احتياطية خلال أربعة أشهر في عام 2019 والتي تلقت مدفوعاتها.